# 전주교육대학교 군산부설초등학교
전주교육대학교 군산부설초등학교는 대한민국 전북특별자치도 군산시 동흥남동에 있는 전주교육대학교 산하 국립 초등학교이다.

## 연혁
- 1972년 1월 1일 ㆍ군산교육대학 부속국민학교 설립인가
- 1972년 3월 15일 ㆍ개교식 거행
- 1978년 3월 1일 ㆍ전주교육대학 군산부속국민학교로 교명 개칭
- 1980년 12월 22일 ㆍ학교 급식소 준공
- 1982년 5월 1일 ㆍ양지원 준공
- 1987년 2월 20일 ㆍ본관 옥상에 조립식 강당 신축
- 1988년 12월 30일 ㆍ신관 9개교실 신축
- 1990년 5월 30일 ㆍ조립식 강당 증축
- 1996년 3월 1일 ㆍ전주교육대학교 군산부속초등학교로 교명 개칭
- 1996년 12월 30일 ㆍ교단 현대화 사업 추진
- 1999년 8월 30일 ㆍ구 수업분석실 준공
- 2001년 3월 2일 ㆍ전주교육대학교 군산부설초등학교로 교명 개칭
- 2004년 6월 30일 ㆍ다목적 강당 신축공사 준공
- 2006년 4월 2일 ㆍ신축 본관 준공
- 2007년 10월 4일 ㆍ중국 요녕성 동항시 동항실험소학교 자매 결연
- 2008년 1월 30일 ㆍ학교 교명 이정표 설치
- 2008년 2월 15일 ㆍ제 35회 졸업 (총 3,885명)
- 2008년 9월 1일 ㆍ서상곤 11대 교장 부임
- 2009년 2월 11일 ㆍ제 36회 졸업(총 3,968명)
- 2009년 7월 24일 ㆍ전국국립대학교부설초등학교연합회 워크숍 개최
- 2009년 7월 31일 ㆍ영어체험실 개설
- 2010년 2월 10일 ㆍ제 37회 졸업(총 4,055명)
- 2010년 3월 30일 ㆍ캐나다 델타 교육청 자매결연
- 2010년 5월 10일 ㆍ중국북경시 남호동원소학교 자매결연
- 2011년 2월 11일 ㆍ제 38회 졸업(총 4,144명)
- 2011년 6월 30일 ㆍ교육과학기술부선정 창의·인성교육 모델학교 수업공개
- 2012년 2월 14일 ㆍ제 39회 졸업(총 4,229명)
- 2013년 2월 15일 ㆍ제40회 졸업(총 4,315명)
- 2013년 3월 1일 ㆍ이희권 12대 교장 부임
- 2014년 2월 14일 ㆍ제41회 졸업(총 4,405명)
- 2015년 9월 1일 ㆍ홍석기 13대 교장 부임
- 2016년 2월 12일 ㆍ제43회 졸업(총 4,570명)
- 2016년 3월 1일 ㆍ로봇실험 SW교육 선도학교
- 2017년 3월 1일 ㆍ창의 융합(STEAM)선도학교
- 2017년 3월 1일 ㆍ소프트웨어(SW) 선도학교
- 2017년 8월 1일 ㆍ코딩스페이스 개관
- 2018년 3월 1일 ㆍ교육부 정보인프라 고도화 모델학교
- 2018년 3월 1일 ㆍ소프트웨어(SW)선도학교
- 2018년 8월 1일 ㆍ부설역사관 개관
- 2018년 8월 1일 ㆍ미디어허브 개관